# ࢭ
Alif inférieur ‹ ࢭ › est une lettre additionnelle de l’alphabet arabe anciennement utilisée dans l’écriture du bachkir et du tatare. Elle est composée d’un petit alif ‹ ا › mis en indice.

## Utilisation
En bachkir et tatare écrit avec l’alphabet arabe, l’alif inférieur est utilisé en début de mot pour indiquer que celui-ci débute par ou possède une voyelle antérieure.